# Himalája
A Himalája az Eurázsiai-hegységrendszer része, Tibet és az indiai szubkontinens között húzódik. Itt található a Föld legmagasabb hegycsúcsa, a 8848–8850 méter magas Csomolungma (angol nevén Mount Everest). Tágabb értelemben véve a hegységrendszer részét képezik a Pamír, a Hindukus és a Karakorum hegyvonulatai is.
A hegység az újidőben alakult ki; két szárazföldi lemez, az eurázsiai és az indiai kontinensek ütközése hozta létre. Több párhuzamos láncból áll, szerkezete üledékes és kristályos.
A Himalája elnevezés a szanszkrit hima (’hó’) és alaja (’otthon, haza’) szavakból áll, ami annyit jelent: „a hó otthona”, „a hó hazája” (हिमालय). Eredeti kiejtése – az elterjedt Himalája helyett – Himálaja.

## Felépítése
Az ív alakban mintegy 2250 km hosszúságban elhúzódó, földünknek e legmagasabb hegysége nyugaton a Pamír-fennsíkhoz, keleten pedig Jünnan hegyeihez csatlakozik. Benne két, egymással csaknem egykorú láncot különböztetnek meg. Az északi, amely a tibeti és indiai vizek közt vízválasztóként szolgál, nyugaton a Nanga Parbat (8116 m) csúccsal kezdődik, délkelet-felé húzódva Kasmir északi határaként szolgál, gerince átlag 4000 m magas; számos hágói közül a Drasz (3343 m) a legalacsonyabb. A Bara Lacsa hágón (4928 m) túl a Szpiti szűk hegyszakadékban tör át rajta. A Gangesz forrásai körül emelkednek az Ibn Gamin (7733 m) és a Garla Mandata (7690 m). Ez utóbbi ágból indul ki a Marian-la gerinc, amely a Manaszavovar és Rakusz-Tal nevű tavakat, a Szatlads forrásait a Dzang-bo forrásaitól választja el. A Garla-csúcstól keletre a hegylánc valamivel alacsonyabb lesz, de Szikkimtól északra csúcsai már ismét túlemelkednek a 7000 méternyi magasságon. 
A déli lánc, amely nyugaton a Kads-Nag nevű hegyekkel kezdődik, szakadozottabb, de magasabb is mint az északi lánc. Benne vannak a Szatladstól keletre földünk legmagasabb hegycsúcsai: a Csomolungma vagy Mount Everest (8849 m), a Kancsendzönga (8588 m) és a Dhvalagiri (8176 m). Keleti felé, e hegyláncnak alacsonyabb vége már ritkán emelkedik a 3000 méternyi magasság fölé. A Himalája átlagos gerincmagasságát 5-5500 méterre becsülik; 18 csúcsa magasabb mint 7600, 40 magasabb mint 7000, és 120 magasabb mint 6100 m. A déli láncban éppen úgy, mint az északiban a hágók elég számosak, de oly magasak, hogy az egész éven át a nagy hózivatarok miatt alig járhatók. A legmagasabb, amelyet ismerünk, a Garvalból Dnari-Khorszumba átvezető Ibn-Gamin (6235 m). Az örökös hó határa a bővebb csapadék miatt mélyebben van a déli lejtőn mint az északin; amott 4725, emitt 5650 méterre emelkedik föl. Ennek megfelelőleg délen, India forró síkja felé mélyebben, 3500 méterig ereszkednek le a gleccserek, mint északon, ahol már 4230 méternél érnek véget. Még a 19. század elején a Himaláját gleccsermentesnek tartották; később azonban felfedezték a gleccsereket. Alsó végüktől messze fekvő számos morénára is akadtak, vagyis hosszuk változott a múltban.
Délen a Himalája főleg tercier kőzetekből (kréta, jura időszak) áll, amelyeket paleozoikumi rétegek, azután gneisz, csillám- és egyéb palák követnek. Az Indus környékén ismét a tercier az uralkodó. A legmagasabb csúcsok gneiszből és gránitból állnak.

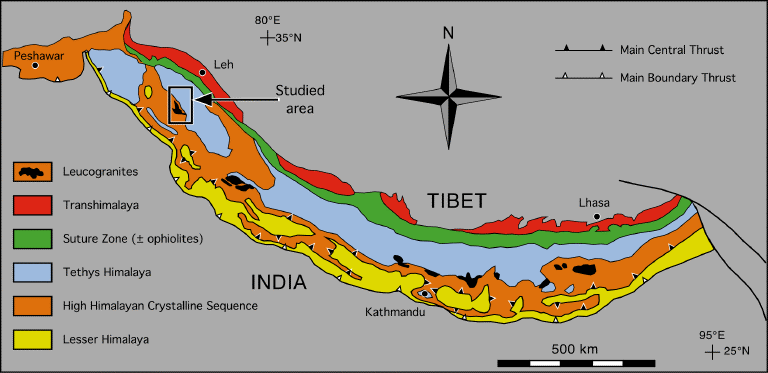
A Himalája tektonikai egységei (angol)

## Vízrajz
A Himalájában számos folyóvíz ered; azon nagyobb folyók száma, amelyek a déli láncot áttörik, 9, míg az északi láncon csak 2 folyik keresztül. Még nagyobb azonban azon vizek száma, amelyek a déli lánc déli lejtőjén fakadnak. Tavakban az egész hegység meglehetősen szegény. Kasmirban van az Ualar, Manasz Bal és Dal. Egyéb tavak a Palgu, Csamtodong, Palte, a fentebb említett Manaszarovar és Rakusz-Tal, végül a Co-Moriri.

## Éghajlat
Az éghajlat a magasság szerint változó; míg a hegység tövében a forró égöv melege trópusi növényzetet fakaszt, a csúcsokon a sarkvidéki hőmérséklet az uralkodó. Átlag minden 200 méternyi magasságot felfelé haladva 1 °C-kal csökken a hőmérséklet.

## Növényvilág
Az éghajlat különféleségének megfelelően a növényzet is nagyon változatos. A Himalája déli lábánál, annak keleti felében 15–50 km széles Terai nevű mocsaras, egészségtelen terület húzódik el, amelyet csaknem áthatolhatatlan dzönglök takarnak. Ettől fölfelé 900 méternyi magasságig trópusi a növényzet számos Katechu-akáciával. Ehhez 2100 méternyi magasságig tölgy-, gesztenyékből, laurienleákból stb. álló erdők csatlakoznak. 2100-3600 méter magasban a flóra a déli és a közép-európaihoz hasonlít; itt a toboztermők a túlnyomók, köztük főképpen a himalájai selyemfenyő, himalájai hosszútűs fenyő, Pinus webbiana Wall. és nyugaton a himalájai cédrus. A fanövés határa az örök hó határának megfelelően az északi lejtőn nagyobb magasságra nyúlik föl, mint a déli lejtőn. A gabonaneműek közül a grim, a rozsnak egy faja közel 4000 méter magasban is még megérik. Csekélyebb magasságokban megterem a búza, a kukorica és csak a mélyebben fekvő völgyekben a rizs. Nagy fontossága van az előhegyeken, különösen Szikkim, Dehradún és Kangra völgyeiben a teatermesztésnek, Szikkimben, Dardzsiling környékén azonkívül a cinkoniafa és ipekakuána, más néven útszéli hánytatógyökér is terem.

## Állatvilág
A fauna fajokban igen gazdag. A déli lejtőn a tulajdonképpeni indiai állatvilág 1200 méternyi magasságban még megtalálható. Legalább addig mennek föl a tigrisek, leopárdok, hiénák, sakálok, elefántok, majmok, papagájok és fácánok. Magasabb vidékeken élnek a medvék, vadmacskák, a különböző antilopok és moschusok. Az északi Tibet felől eső oldalon vannak a vadjuhok, a vadjak és egyéb, Közép-Ázsiához és Tibethez tartozó emlősök. A legmagasabb részeken az egyedüli háziállatok a házi jak, a juh és a kecske; lejjebb a púpos tulok, a bivaly és egyéb, az indiaiakhoz hasonló háziállatok élnek.

## Felfedezők
Az első európai utazók, akik a Himalájában jártak, a következők voltak: a 17. században Antonio Andrada (1625-26) portugál férfi, Grüber és D'Orville jezsuiták (1661), a 18. században Desideri olasz, Freyre portugál, Della Penna kapucinus atya, Van de Putte hollandi férfi, Bogle és Turner, Warren Hastings követei. A 19. században Crawford nyitotta meg a Himalája-kutatók sorát és ő volt az első, aki annak néhány óriásával Európát megismertette. Követték őt munkájában Manning, Hodgsen és Herbert, Fraser, Moorcroft és Trebeck, Vigne, Falconer, Jacquemont, Thomson, Hooker, a Schlagintweit testvérek, Cunningham, Waugh, Déchy.
Az első magyar, aki feljutott a csúcsra, a felvidéki Demján Zoltán volt 1984-ben. Első magyar állampolgárként az erdélyi Erőss Zsolt érte el a csúcsot 2002. május 25-én.

## Hegycsúcsok
A Himalájának összesen tizennégy 8000 méternél magasabb hegycsúcsa van:
| Név           | Magasság (m) |
| ------------- | ------------ |
| Csomolungma   | 8850         |
| K2            | 8611         |
| Kancsendzönga | 8598         |
| Lhoce         | 8516         |
| Makalu        | 8462         |
| Cso-Oju       | 8201         |
| Dhaulagiri    | 8167         |
| Manaszlu      | 8163         |
| Nanga Parbat  | 8125         |
| Annapurna     | 8091         |
| Gasherbrum I  | 8068         |
| Broad Peak    | 8047         |
| Gasherbrum II | 8035         |
| Sisapangma    | 8027         |

## Galéria

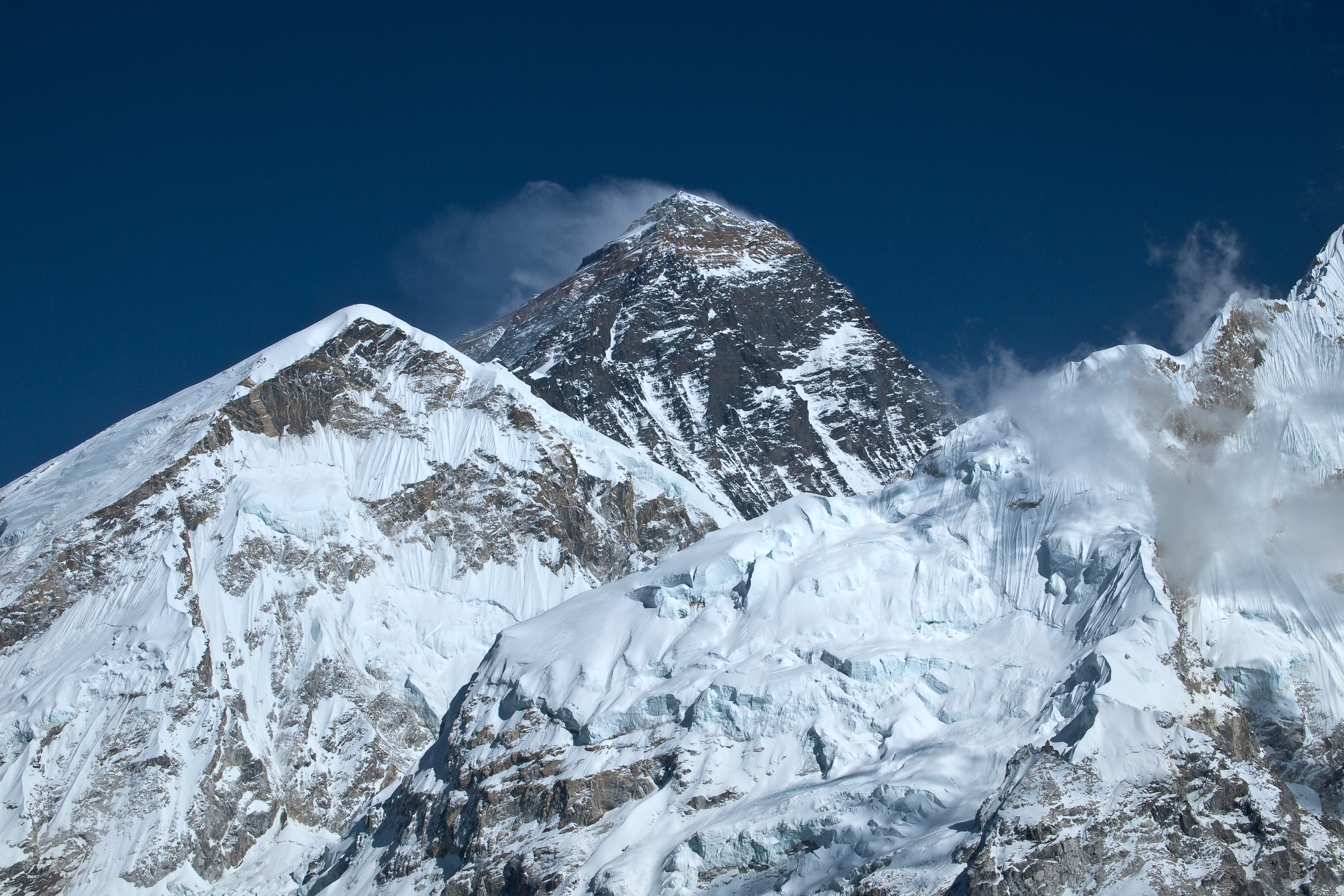
Mount Everest
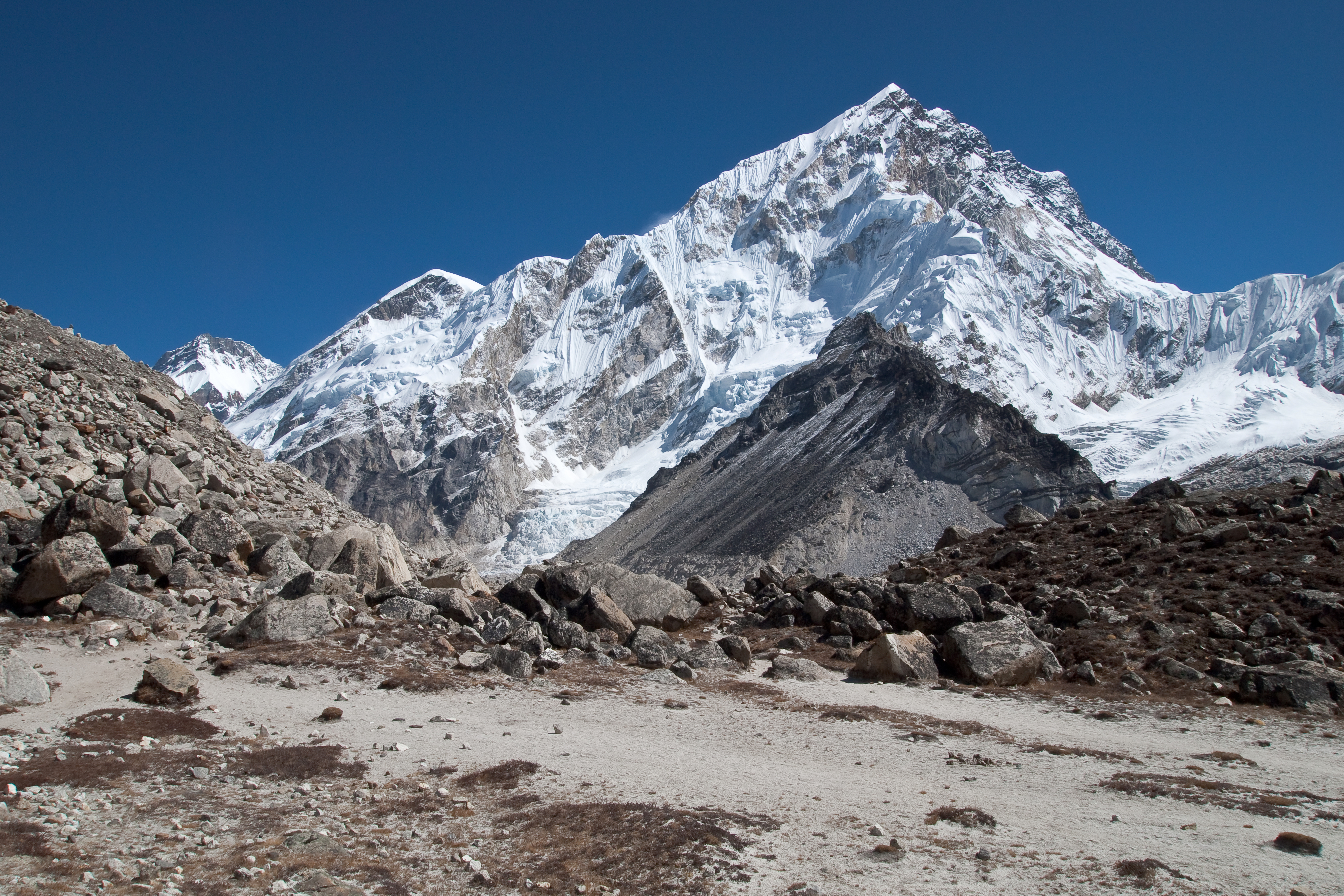
Nuptse
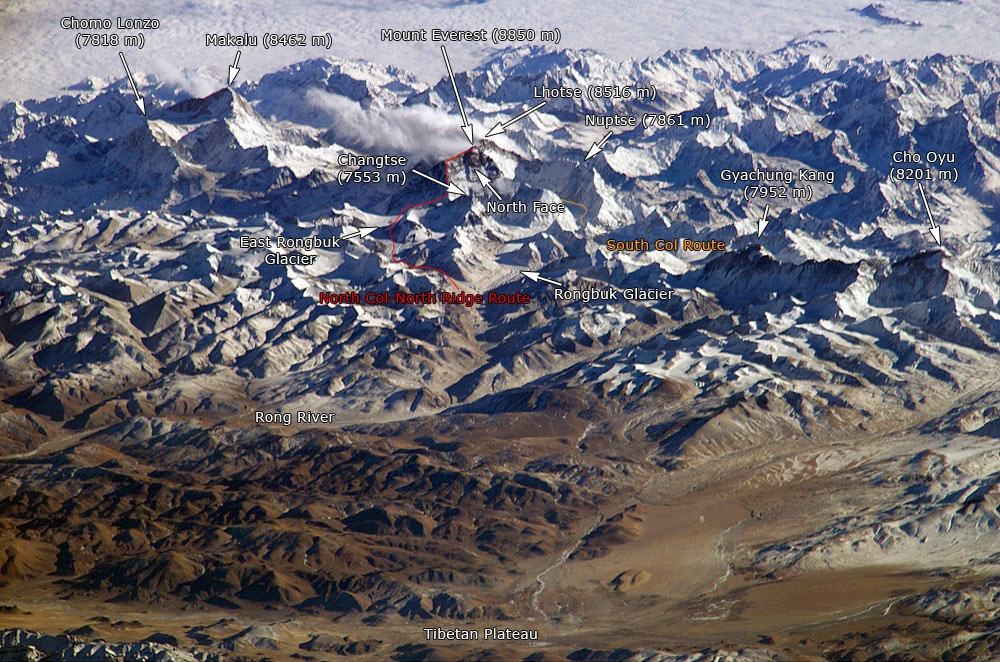
A Himalája néhány hegycsúcsa